# Corticarina exigua
Corticarina exigua is een keversoort uit de familie schimmelkevers (Latridiidae). De wetenschappelijke naam van de soort werd in 1853 gepubliceerd door Carl Gustaf Mannerheim.